# Alex Kurtzman
Alexander Hilary Kurtzman ((nascut el 7 de setembre de 1973) és un cineasta estatunidenc. És conegut sobretot per coescriure els guions de Transformers (2007), Transformers: Revenge of the Fallen (2009), Star Trek (2009), Star Trek Into Darkness (2013) i The Amazing Spider-Man 2 (2014) amb el seu company d'escriptors i producció Roberto Orci, i per dirigir i coescriure The Mummy (2017). Va debutar com a director amb People Like Us (2012), coescrita juntament amb Orci i Jody Lambert.
Kurtzman és conegut, juntament amb Orci, per col·laborar sovint amb Michael Bay i J.J. Abrams, així com per cocrear les sèries de televisió Star Trek: Discovery, Star Trek: Picard i Star Trek: Strange New Worlds.

## Primers anys de vida i educació
Kurtzman va néixer en una família jueva i va créixer a Los Angeles, Califòrnia. El seu company de guió de tota la vida Roberto Orci va ser el seu millor amic a l'institut.
Kurtzman va estudiar a la Universitat Wesleyana.

## Carrera
Kurtzman va fer equip amb Orci per primera vegada a la sèrie redifosa Hercules: The Legendary Journeys, per a la unitat de televisió de Pacific Renaissance Pictures, que aleshores operava des de Universal International. Després de produir diverses històries per fer front a l'absència de l'actor principal Kevin Sorbo després d'un ictus que Sorbo havia patit durant la quarta temporada, Kurtzman i Orci, tots dos de 24 anys, van ser posats al capdavant del programa. Es van dedicar al cinema després que se'ls demanés que reescriguessin L'illa de Michael Bay. La pel·lícula va recaptar gairebé 163 milions de dòlars a la taquilla mundial, amb un pressupost de 126 milions de dòlars, cosa que va ser prou èxit com per contractar-los per escriure Transformers de Bay, que va recaptar 710 milions de dòlars. Tot i que L'illa, Transformers i Transformers: Revenge of the Fallen no van ser particularment ben rebudes per la crítica, les tres pel·lícules van recaptar un total d'1.700 milions de dòlars. Van cocrear la sèrie de televisió de Fox Fringe el 2008 juntament amb J. J. Abrams. Després del pilot, Kurtzman va treballar com a productor consultor de la sèrie durant la resta de la seva emissió. Després van coescriure la pel·lícula del 2009 Star Trek.
El 2011, la revista Forbes va descriure Orci i Kurtzman com a "armes secretes de Hollywood", ja que, durant els sis anys anteriors, les seves pel·lícules havien recaptat un total combinat de més de 3.000 milions de dòlars a taquilla. La col·laboració també va escriure People Like Us, originalment coneguda com a Welcome to People, que va ser el debut com a director teatral de Kurtzman.
Kurtzman ha treballat sovint amb un grup molt unit de professionals del cinema que inclou J. J. Abrams, Damon Lindelof, Adam Horowitz, Roberto Orci, Edward Kitsis, Andre Nemec, Josh Appelbaum, Jeff Pinkner i Bryan Burk. L'abril de 2014, tant Orci com Kurtzman van confirmar a Variety que ja no treballarien junts en projectes cinematogràfics; van afegir que encara treballarien junts, però només en projectes de televisió.
El 2018, Kurtzman va signar un nou contracte de cinc anys amb CBS Television Studios per supervisar i expandir la franquícia Star Trek a la televisió, incloent-hi el càrrec de productor executiu de Star Trek: Discovery (que també co-produïria amb Michelle Paradise), Star Trek: Short Treks, Star Trek: Picard, i Star Trek: Lower Decks.
L'agost de 2021, Kurtzman i la seva productora Secret Hideout van ampliar el seu acord general amb CBS Studios fins al 2026.

## Vida personal
El 2002, Kurtzman es va casar amb Samantha Counter, filla de l'advocat Nick Counter.

## Filmografia

### Pel·lícula
| Any  | Títol                               | Director | Guionista     | Productor | Notes                |
| ---- | ----------------------------------- | -------- | ------------- | --------- | -------------------- |
| 2005 | L'illa                              | No       | Sí            | No        |                      |
| 2005 | La llegenda del Zorro               | No       | Sí            | No        |                      |
| 2006 | Missió: Impossible III              | No       | Sí            | No        |                      |
| 2007 | Transformers                        | No       | Sí            | No        |                      |
| 2009 | Watchmen                            | No       | No acreditada | No        | Poliment del guió    |
| 2009 | Star Trek                           | No       | Sí            | Executive |                      |
| 2009 | Transformers: Revenge of the Fallen | No       | Sí            | No        |                      |
| 2011 | Cowboys & Aliens                    | No       | Sí            | Sí        |                      |
| 2012 | People Like Us                      | Sí       | Sí            | Executiu  | Debut com a director |
| 2013 | Star Trek Into Darkness             | No       | Sí            | Sí        |                      |
| 2014 | The Amazing Spider-Man 2            | No       | Sí            | Executiu  |                      |
| 2017 | The Mummy                           | Sí       | Història      | Sí        |                      |

Només productor
- Eagle Eye (2008)
- La proposta (2009) (Productor executiu)
- Ara em veus (2013)
- El joc de l'Ender (2013)
- Ara em veus 2 (2016)
- Rob Peace (2024)
- Star Trek: Section 31 (2025)
- Now You See Me: Now You Don't (2025)

### Televisió
| Any          | Títol                            | Director | Guionista | width=65 Productor executiu | Creador | Notes                      |
| ------------ | -------------------------------- | -------- | --------- | --------------------------- | ------- | -------------------------- |
| 1997–1999    | Hercules: The Legendary Journeys | No       | Sí        | Sí                          | No      |                            |
| 1999–2000    | Xena: Warrior Princess           | No       | Sí        | Sí                          | No      |                            |
| 2000         | Jack of All Trades               | No       | Sí        | Sí                          | No      |                            |
| 2001–2003    | Alias                            | Sí       | Sí        | Sí                          | No      | També productor supervisor |
| 2004         | The Secret Service               | Sí       | Sí        | Sí                          | No      | Pilot                      |
| 2008–2013    | Fringe                           | Sí       | Sí        | Sí                          | Sí      | També productor consultor  |
| 2010–2020    | Hawaii Five-0                    | Sí       | Sí        | Sí                          | No      | També desenvolupador       |
| 2011         | Exit Strategy                    | Sí       | Sí        | Sí                          | Sí      | Pilot                      |
| 2011         | Locke & Key                      | Sí       | Sí        | Sí                          | Sí      | Pilot                      |
| 2013–2017    | Sleepy Hollow                    | Sí       | Sí        | Sí                          | Sí      |                            |
| 2015–2016    | Limitless                        | No       | Sí        | Sí                          | No      |                            |
| 2017–2024    | Star Trek: Discovery             | Sí       | Sí        | Sí                          | Sí      | Episodi "Brother"          |
| 2018–2020    | Star Trek: Short Treks           | No       | Sí        | Sí                          | Sí      |                            |
| 2020–2023    | Star Trek: Picard                | No       | Sí        | Sí                          | Sí      |                            |
| 2021         | Clarice                          | No       | Sí        | Sí                          | Sí      |                            |
| 2022         | The Man Who Fell to Earth        | Sí       | Sí        | Sí                          | Sí      |                            |
| 2022–present | Star Trek: Strange New Worlds    | No       | Sí        | Sí                          | Sí      |                            |

Només productor executiu
- Transformers Prime (2010–2013)
- Matador (2014)
- Scorpion (2014–2018)
- Salvation (2017–2018)
- Instinct (2018–2019)
- Star Trek: Lower Decks (2020–2024)
- Star Trek: Prodigy (2021–present)